# 索美塞特郡旗
索美塞特郡旗（flag of Somerset）是英國英格蘭索美塞特郡的旗幟。在2006年至2009年，索美塞特郡舉辦了選出郡旗的活動 ，當地的報紙和BBC索美塞特郡也參加了這一活動。2013年7月，現在的郡旗獲得通過。